# Szymanowo (Węsiory)
Szymanowo – część wsi Węsiory w Polsce, położona w województwie pomorskim, w powiecie kartuskim, w gminie Sulęczyno. Wchodzi w skład sołectwa Węsiory.
W latach 1975–1998 Szymanowo administracyjnie należało do województwa gdańskiego.